# Menosoma monticola
Menosoma monticola är en insektsart som beskrevs av Rauno E. Linnavuori 1959. Menosoma monticola ingår i släktet Menosoma och familjen dvärgstritar. Inga underarter finns listade i Catalogue of Life.